# Levant Company
Ne doit pas être confondu avec Compagnie du Levant.
La Levant Company, fondée en 1592 par une charte royale de la reine Élisabeth Ire d'Angleterre et disparue en 1825, est une compagnie commerciale britannique disposant pour ce pays du monopole du commerce en Méditerranée orientale (le Levant), principalement dans l'Empire ottoman.
Elle est née de la fusion de deux compagnies dont les privilèges arrivaient à leur terme : la Venice Company (fondée 1583) et la Turkey Company (fondée 1581). C'est cette dernière qui a donné le surnom qui était utilisé pour désigner ses agents : les Turkey merchants.
La charte accordée par la reine Élisabeth en 1592 fut renouvelée par Jacques VI et Ier en 1606.

## Déclin
L'affiliation à la compagnie commence à diminuer au début du dix-huitième siècle. La société est alors considérée comme une exploitation, un siphonnage des ressources de la Grande-Bretagne. Le champ d'action de la société s'ouvre au libre-échange en 1754, mais elle poursuit ses activités jusqu'à sa dissolution en 1825.
Le nom anglophone de la dinde (turkey) vient des marchands de la Turquie,.
L'opium turc est importé par la société Levant,.